# Контеа (Валча)
Контеа (рум. Contea) насеље је у Румунији у округу Валча у општини Лакустени. Oпштина се налази на надморској висини од 280 m.

## Становништво
Према подацима из 2002. године у насељу је живело 361 становника, од којих су сви румунске националности.